# Alexandra Pic
 (juin 2020).
Si vous disposez d'ouvrages ou d'articles de référence ou si vous connaissez des sites web de qualité traitant du thème abordé ici, merci de compléter l'article en donnant les références utiles à sa vérifiabilité et en les liant à la section « Notes et références ».
Alexandra Pic est une actrice et auteure française, née le 8 avril 1973 à Neuilly-sur-Seine.

## Biographie
Après différentes formations au cours Simon, aux Enfants Terribles et au Studio Pygmalion Alexandra débute à la télévision en 97 avec la série SACATRUC diffusée sur Canal J où elle incarne le personnage de Malice. Elle y écrit et interprète ses premières chansons éditées par Naïve dans le cd Chante avec Malice. Ses premiers pas sur scène se font au Théâtre des Mathurins à Paris et aux Bouffes Parisiens avec la pièce Archibald mise en scène par Daniel Colas.
En 1999, Alexandra coprésente les Écrans du savoir sur La 5e avant de passer sur Canal Jimmy aux côtés d'Alain Carrazé dans l’émission Destination: Séries. Elle participe au tournage en capture de mouvement de Skyland d’Emmanuel Gorinstein et prête sa voix au personnage de Léna. En 2008 elle est également la voix d'Allie pour l'adaptation de la série Le club des Cinq en dessin animé. Elle signe les paroles des chansons de l'adaptation française de la célèbre émission américaine pour enfant Sesame Street, « 5 rue Sésame » et les paroles du générique de la série franco-canadienne Affaires de Famille en 2009 diffusée sur Canal+ et France 2.
En 2011, elle revient au théâtre dans « Indigo », pièce de Franck Chassagnac, dans laquelle elle interprète Marilyn Monroe.
Alexandra tourne sur plusieurs séries françaises comme « Scènes de ménages » aux côtés d’Audrey Lamy et de Lou-Denis Elion, « Fais pas ci, fais pas ça » aux côtés de Zabou et Bruno Salomone , « Tu veux ou tu veux pas », « QI », « Hard », «Clem », « Peps », etc. En 2016 elle tourne à nouveau en capture de mouvement sur le jeu vidéo « Détroit : Become Human » de Quantic Dream. Elle y interprète avec l’actrice américaine Valorie Curry le personnage de Kara. Deux ans et demi de tournage avant la sortie du jeu en 2018.
Toujours en 2018 elle tourne dans le court métrage « Lina » de Dominique Barniaud qui remporte de nombreux prix dans le monde.
Elle a également coécrit et coréalisé deux courts métrages avec le chef opérateur Nicolas Beauchamp.  « Le miracle de la vie » en 2007 fait plusieurs festivals et connait un véritable buzz sur internet avec plus de 2 millions de vues. Son deuxième court métrage « Leur premier matin » avec Daniel Lobé et Charlotte Marin, concourt au festival Nikon en 2016.
Alexandra rejoint en 2018 l’équipe des auteurs de la série « En famille » sur M6 et signe plusieurs saynètes avec son coauteur Alexandre Foulon.
Elle est entre autres la voix de Ruby dans le dessin animé « Rusty Rivets » sur TF1, la princesse Samira dans « Shimmer & Shine » et Ikki dans « La Légende de Korra ».
Elle est la voix de la radio Hotmix Radio et de la chaine NickelodeonTeen.

## Filmographie

### Cinéma

#### Long métrage
- 1997 : Les Deux Orphelines vampires de  Jean Rollin : Louise

#### Courts métrages
- 2000 : Derrière les murs, de Gilles Penso : La fille
- 2006 : Brumes, de Guillaume Enard : Cécile
- 2006 : Danse macabre de Julien Neuveglise : Térébène
- 2010 : Le miracle de la vie, d'Alexandra Pic et Nicolas Beauchamp : Alex
- 2015 : Je suis excédé, de G.Tournier : La copine
- 2018 : Lina, de Dominique Barniaud : La mère

### Télévision
- 1997 : Sacatruc (Série TV) : Malice
- 1997 : Les Vacances de l'amour (Série TV) : Amy Foster
- 1998 : Les années fac (Série TV) : Aubépine
- 2004 : Le Grand Patron (Série TV) : Une infirmière
- 2006 à 2007 : Skyland (Série TV) : Léna
- 2007 : La Nuit des horloges de Jean Rollin (Plans extraits de Les Deux Orphelines vampires)
- 2008 : Le Club des 5 : Nouvelles enquêtes (Série TV) : Allie (Voix)
- 2013 : Fais pas ci, fais pas ça (Série TV) : Assistante Eve
- 2013 : Scènes de Ménages (Série TV) : Sophie
- 2013 : Dernier recours (Série TV) : Nadège Comencini
- 2013 : Le jour où tout a basculé (Série TV) : Marie
- 2015 : Hard de Laurent Ducaux (Série TV) : Mme Montargis
- 2015 : Pep's de Stephane Clavier (Série TV) : La jolie maman
- 2016-2017 : Clem (Série TV) : Une femme à l'accueil de l'hôpital / Une infirmière
- 2019-2020 : Salle des maîtres (Série TV) : Florence

### Capture de mouvement
- 2006 à 2007 : Skyland (série télévisée) (26 épisodes)
- 2015/18 : Détroit : Become Human  (jeux vidéo)

### Web série
- 2014 : XY de Philippe D'Avilla et David Dever

### Clip
- 2011 : Un besoin d'Etretat, Thomas Verovski

### Réalisations
- 2010 : Le Miracle de la vie, en coréalisation avec Nicolas Beauchamp
- 2017 : Leur premier matin, en coréalisation avec Nicolas Beauchamp

## Théâtre
- 1996 : Archibald de Julien Vartet, mise en scène Daniel Colas, Théâtre des Mathurins, Paris
- 1997 : Ca sent le faisan à la cour, mise en scène Renaud Meyer, Théâtre du Tourtour, Paris
- 1998 : Topaze, mise en scène E.Forgo, En tournée.
- 2011 : Indigo, mise en scène Hillary Keegin, Théâtre Clavel, Paris

## Auteure

### Auteure de fictions
- 2010 : Le Miracle de la vie, court métrage coréalisé avec Nicolas Beauchamp
- 2017 : Leur premier matin, court métrage coréalisé avec Nicolas Beauchamp
- 2017/18 : En Famille, série M6

#### Auteure de chansons
- 2009 : Affaires de familles, chanson du générique de la série, FR2
- 2005/2006 : 5 rue Sesame, chanson du générique de la série et 16 chansons originales, FR5
- 2003: Sacatruc, chansons pour l'émission, Canal J, Tiji, CD édité chez Naïve

## Doublage

### Séries d'animation
- 2006 à 2007 : Skyland (série télévisée) (26 épisodes), Léna
- 2008 : Le Club des cinq : Nouvelles Enquêtes, Allie
- 2014 : Linkers codes secrets
- 2016 /... : Shimmer & Shine, Princesse Samira
- 2016 / ... : Rusty Rivets, Ruby
- 2018 : La Légende de Korra , Ikki

### Jeux vidéos
- 2004 : Final Fantasy VII
- 2018 : Rusty Rivets, Ruby

### Films
- 2004 : The Terminal, Lucy (Sasha Spielberg)
- 2016 : Navy Seals vs zombies, Amanda (Stephanie Honoré)
- 2016 : Stalked by my neighbor, Andrea Allen (Amy Pietz)

### Série
- 2003/05 : Cold Case : Affaires classées, Beth (Katie Walder), Katie (Trish Coren)
- 2009 : Hannah Montana
- 2011 : Ange ou démon
- 2012 : Rescue me
- 2014 : Vampires Diaries
- 2015 : The night shift
- 2015 : The hundred code
- 2017 : Master of none
- 2017 : Z: The Beginning of Everything, Eugenia Bankhead (Nathalie Kneep)
- 2020 : Jeffrey Epstein : argent, pouvoir et perversion (Shawna Rivera)

## Voix off

### Télévision
- 2000/02 : Canal Jimmy
- 2006/10 : Télétoon
- 2015/... : Nickelodeon Teen

### Radio
- 2018/... : Hotmix Radio

## Émissions de télévision
- 1999 : Les Ecrans du Savoir, présentatrice de l'émission quotidienne Les Écrans du Savoir sur La Cinquième
- 1999/2001 : Destinations : Séries, Le Marathon Friends, Jimmy est à vous et les 51ème et 52ème Cérémonie des Emmy Awards en coprésentation avec Alain Carrazé sur Canal Jimmy